# Hannibals Alpenüberquerung

Route Hannibals während des Zweiten Punischen Krieges

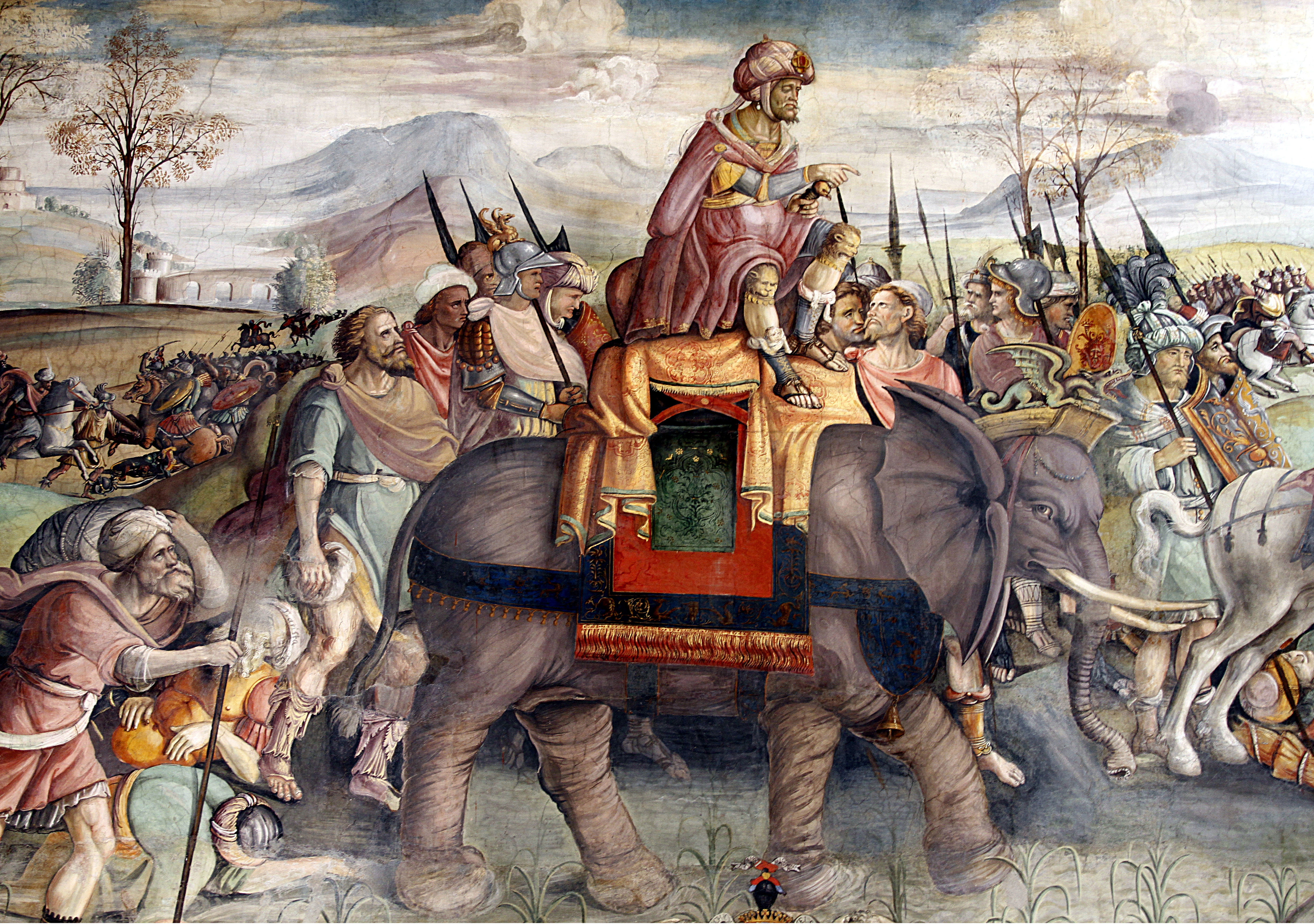
Fresko, um 1510

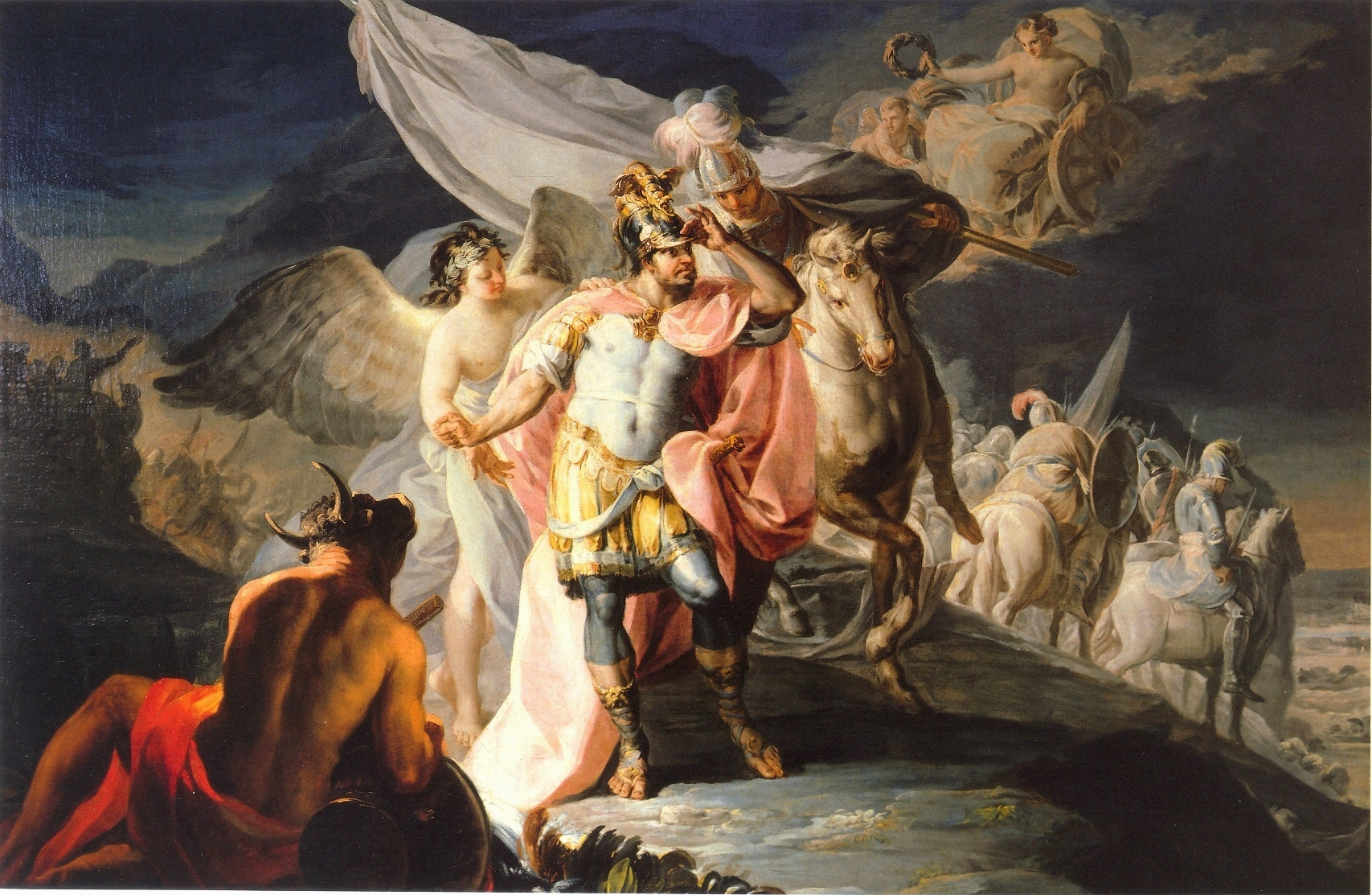
Francisco de Goya: Aníbal vencedor contempla por primera vez Italia desde los Alpes, 1771

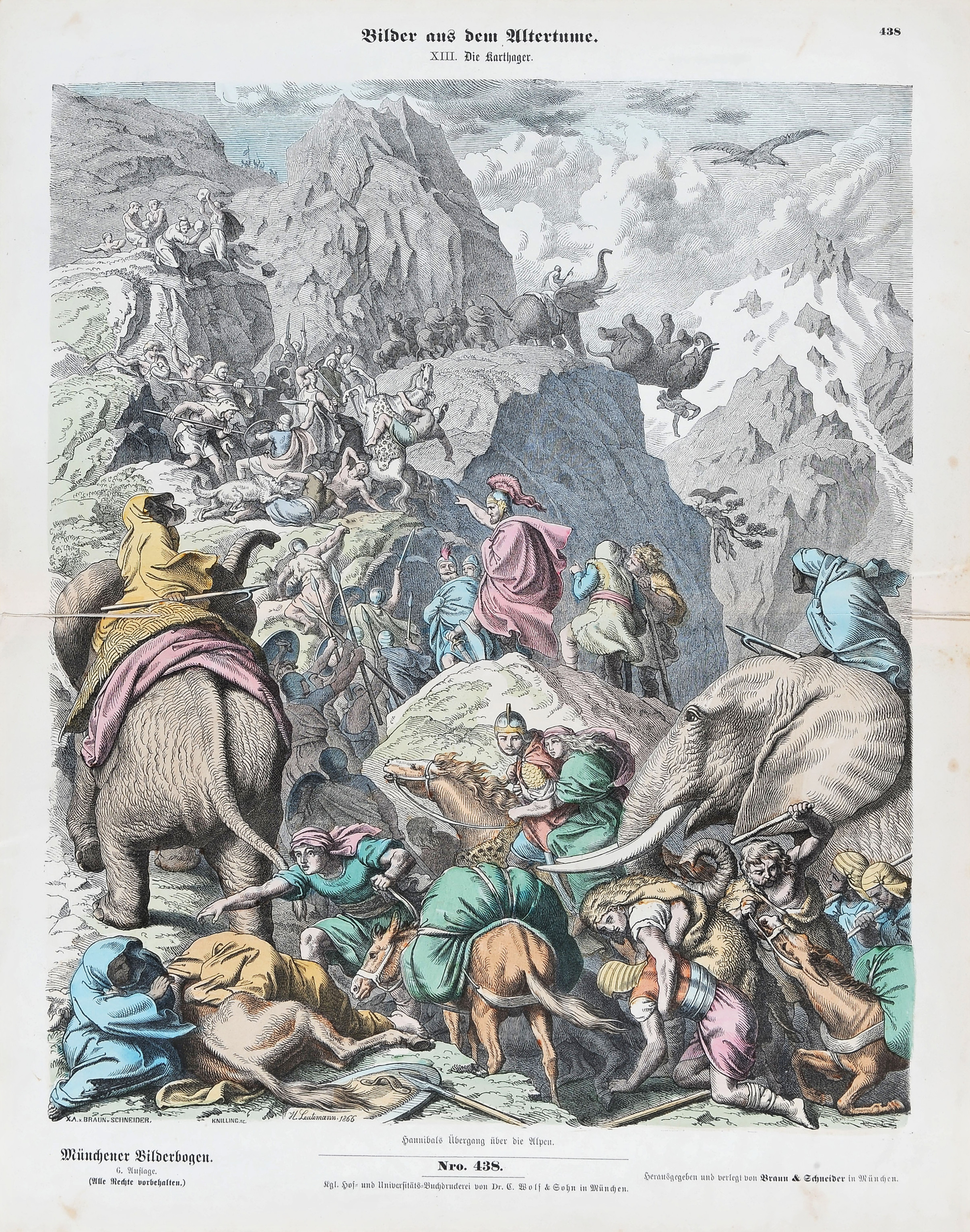
Hannibals Übergang über die Alpen (kolorierter Holzschnitt von Heinrich Leutemann, 1866)

Hannibals Alpenüberquerung im Herbst 218 v. Chr. zählt zu den überlieferten Ereignissen während des Zweiten Punischen Krieges. Sie gilt auch heute noch als taktische und logistische Meisterleistung. Sie war der Auftakt eines mehrjährigen Krieges auf der Italienischen Halbinsel gegen Rom.

## Die Alpenüberquerung
Heute vorliegende Quellen über das Ereignis stammen von Polybios und Titus Livius. Sie stützen sich vermutlich auf die Berichte von Teilnehmern des Feldzugs.
Der karthagische Heerführer Hannibal zog 218 v. Chr. mit einem Teil seines Heeres von der Iberischen Halbinsel nach Italien, um einem römischen Angriff auf Spanien und Nordafrika zuvorzukommen. Sein Kontrahent, der Konsul und Feldherr Publius Cornelius Scipio, erfuhr in Massilia von Hannibals Zug und versuchte vergeblich, ihn an der Rhone abzufangen. Die mit den Römern verbündeten Volcae wurden in der Schlacht an der Rhone von Hannibal geschlagen.
Hannibal führte anfänglich etwa 50.000 Soldaten, 9000 Reiter (nach anderen Angaben 25.000 Fußsoldaten und 12.000 Reiter) und 37 Kriegselefanten mit sich. Dabei handelte es sich hauptsächlich um inzwischen ausgestorbene nordafrikanische Elefanten. Nur Hannibals eigenes Tier namens Surus („der Syrer“) war wahrscheinlich ein Indischer Elefant.
Vermutlich zog Hannibal über das Tal der Rhone und dann möglicherweise über das Tal der Isère in neun Tagen weiter in die Alpen. Berichtet wird die Irreführung durch verräterische Führer. Es kam zu Kämpfen mit den keltischen Allobrogern. In den Bergen führte auch das schlechte Wetter beim Aufstieg zu Verlusten. Auf dem Pass musste das Heer drei Tage lagern, bis Geröll auf der Abstiegsseite beseitigt war.
Berichtet wird von einem Blick in die Po-Ebene, die sich den Soldaten beim morgendlichen Aufbruch über den Pass bot. Den Abstieg beschrieb Livius als verschneit und rutschig. Alle 37 Elefanten überlebten die Überquerung der Alpen, in den kommenden Wintermonaten starben jedoch alle bis auf Hannibals Tier. Die Überquerung der Alpen dauerte insgesamt 16 Tage.
Nach der überstandenen Alpenüberquerung folgten das Gefecht am Ticinus und die Schlacht an der Trebia, die Hannibal für sich siegreich entscheiden konnte. Hannibals Bruder Hasdrubal überquerte 207 v. Chr. mit seinem Heer ebenfalls die Pyrenäen und die Alpen, um Hannibals Armee zu verstärken, wurde aber in der Schlacht am Metaurus vernichtend geschlagen.

## Lokalisierung

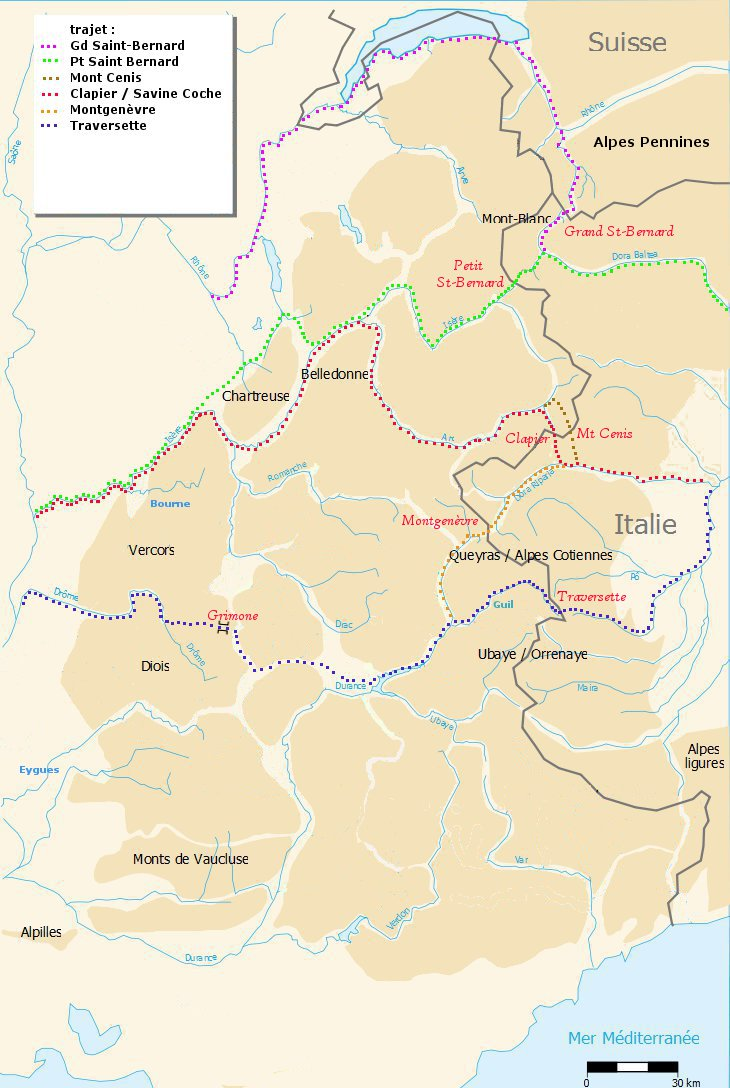
Karte der möglichen Routen über die Alpen

Nach den Überlieferungen war die Passhöhe binnen neun Tagen von der Rhône erreichbar, auf der Passhöhe war ausreichend Platz für ein großes Heerlager, von der Passhöhe aus war die Po-Ebene zu erkennen und in drei Tagen erreichbar. Der erste Teil des Abstiegs war sehr steil und beim Abstieg stieß man auf Schnee.
In Frage kam zum Beispiel die „Nordroute“: Sie führte entlang der Isère durch die Schluchten Pontcharra und La Rochette, um dann wahlweise entweder über den Col du Mont Cenis oder Col de Clapier in die Poebene zu gelangen.
Die „mittlere Route“ verlief vom Tal der Isère über das Pelvoux-Massiv zur Durance und von dort über den Col de Montgenèvre in die Poebene hinab. Dieser Pass wurde etwa hundert Jahre später Teil der Via Domitia.
Eine mögliche „südliche Route“ führte durch das Tal der Drôme, über den Col de Grimone, entlang der Queyras-Schlucht über den Col de la Traversette. Diese Route gilt inzwischen als die wahrscheinlichste. So hat ein internationales Team von Wissenschaftlern unter Führung von William Mahaney von der York University in Toronto im Hochgebirge eindeutige Spuren u. a. in Form von Pflanzenfresserkotresten entdeckt. Einen wesentlichen Beitrag zur Spurensicherung leistete dabei der Mikrobiologe Chris Allen von Queen’s University in Belfast.
Untersuchungen weisen auf klimatische Warmphasen und eine höhere Baumgrenze hin.

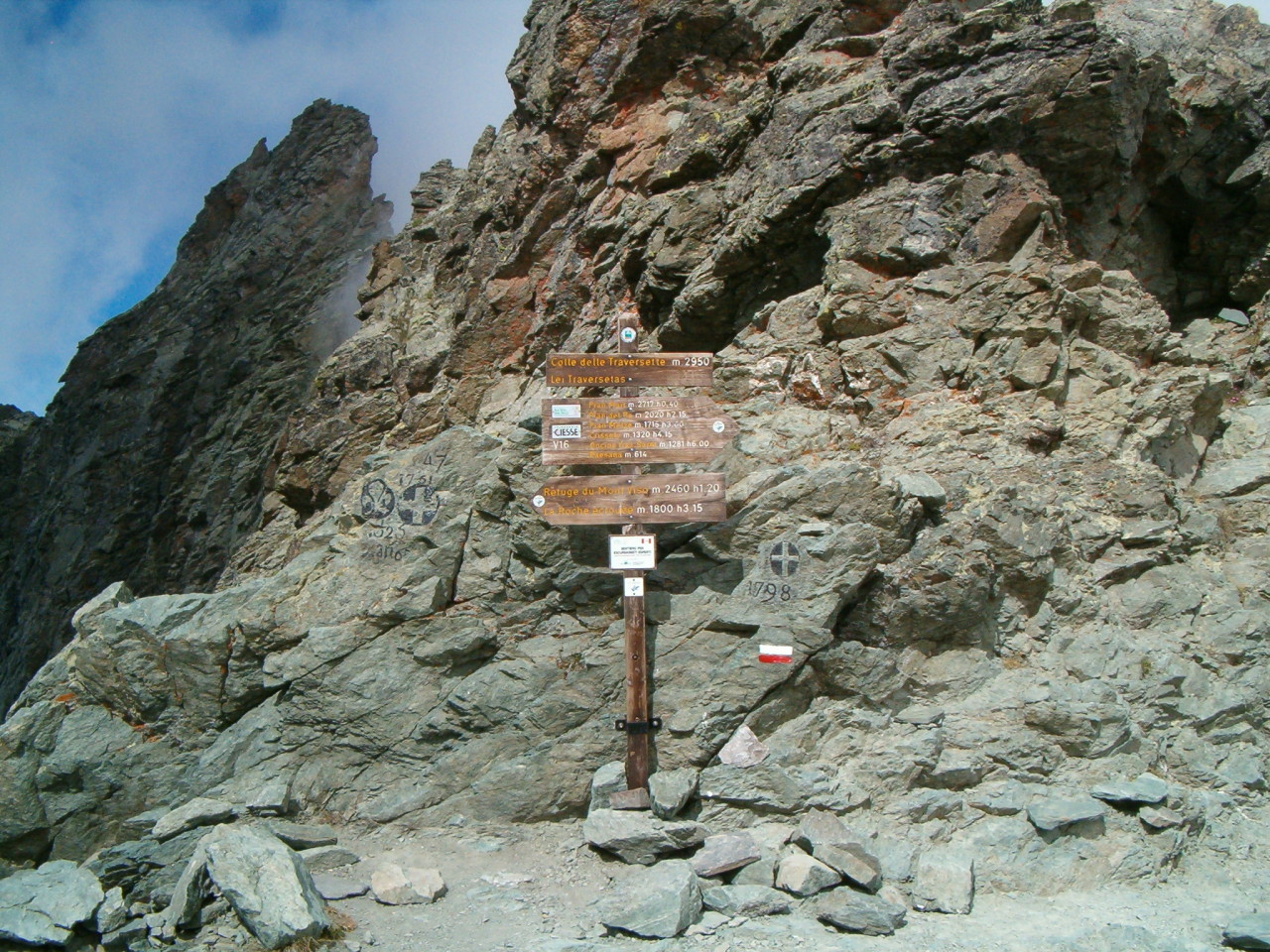
Col de la Traversette
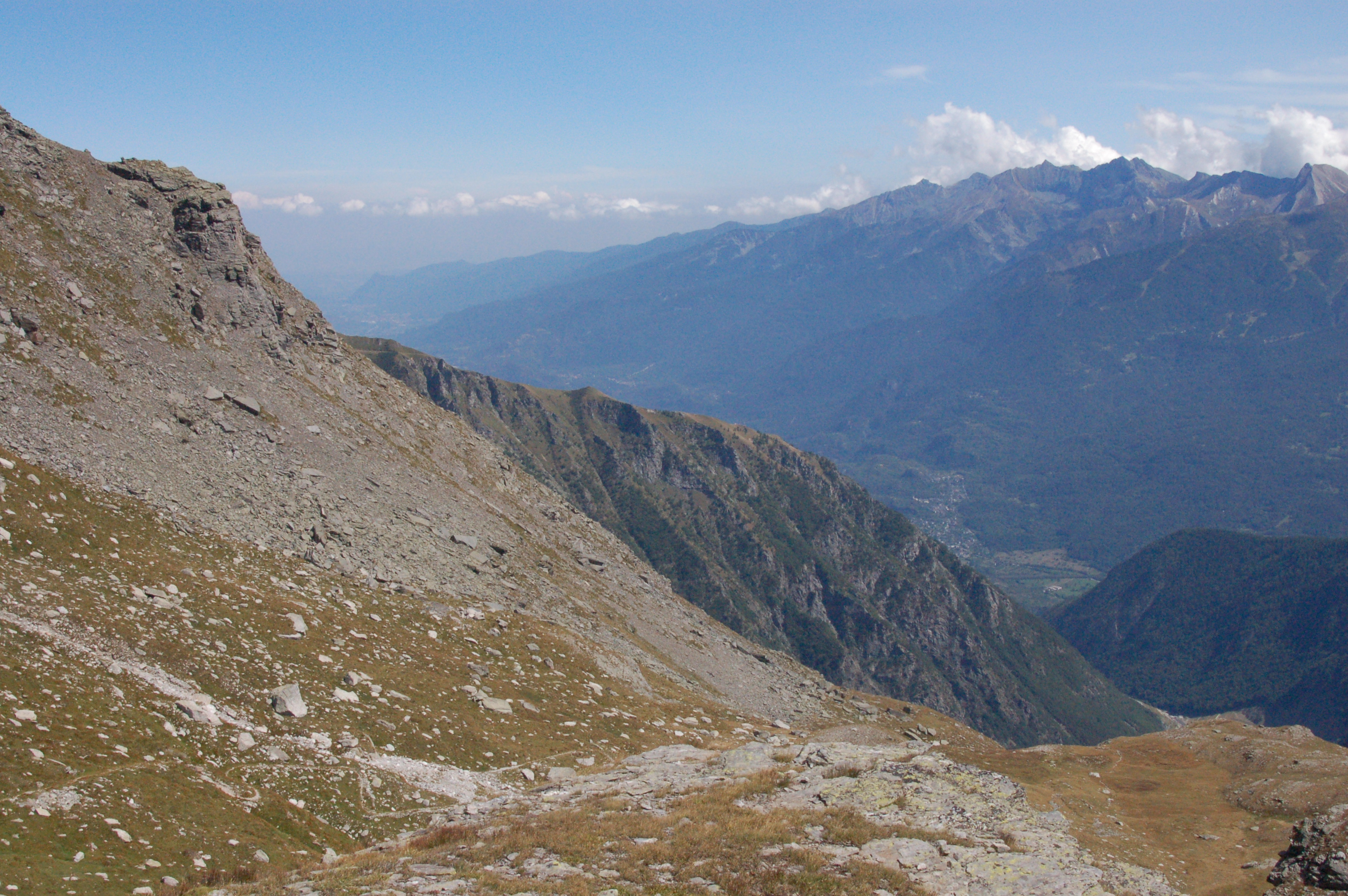
Col de Clapier, mit Blick auf die Poebene
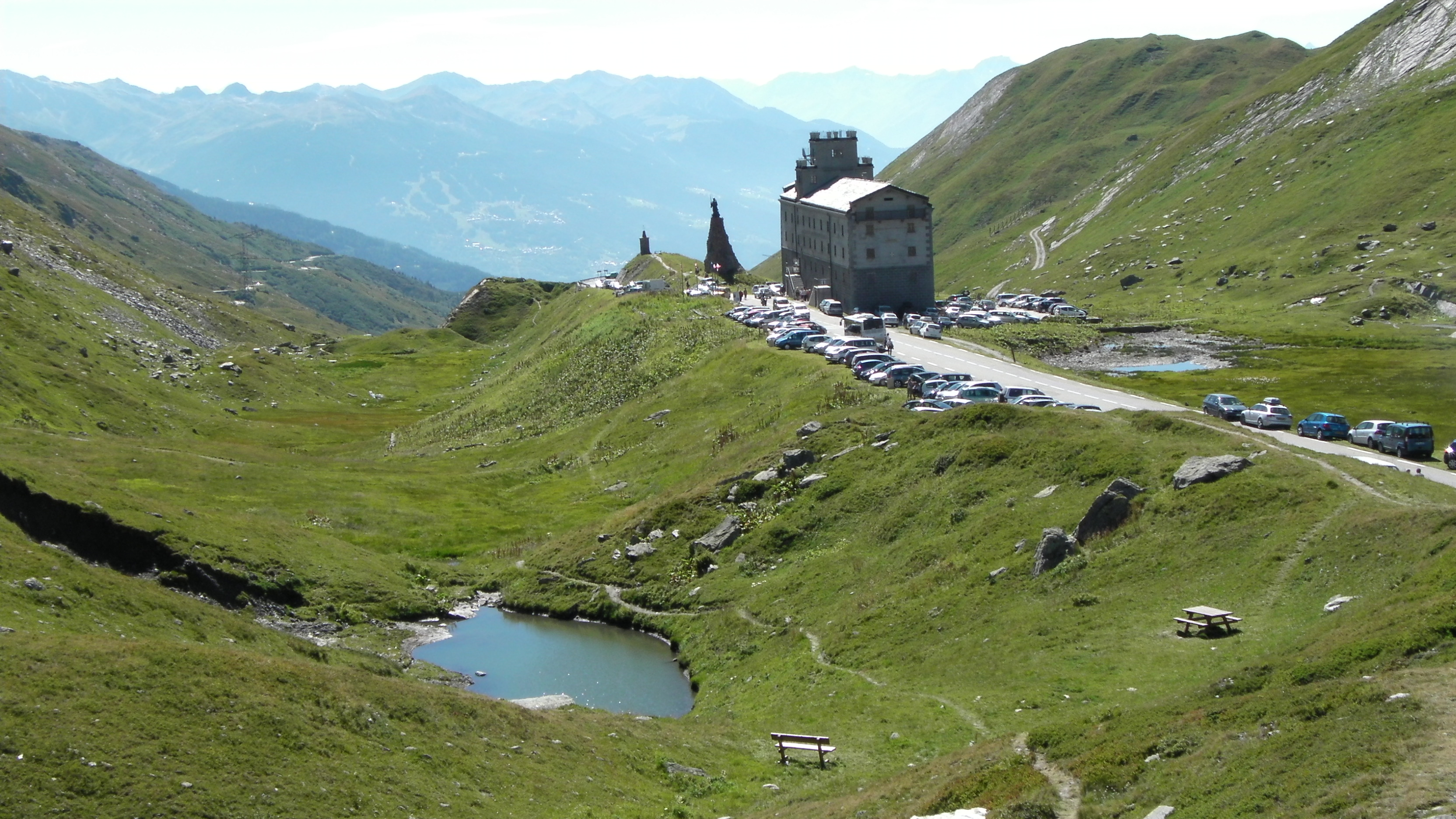
Kleiner St. Bernhard mit Hospiz

## Diskussion
Der alpine Archäologe Patrick Hunt, Universität Stanford, schätzt die Zahl der Studien und Artikel in den zurückliegenden hundert Jahren über die mögliche Route auf etwa 20.
Patrick Hunt favorisiert den Col de Clapier, von dem aus auf die Poebene geblickt werden kann. Ferner ist ausreichend Platz vorhanden, um ein großes Heerlager aufzunehmen.
William Mahaney, ein Geologe und emeritierter Dozent der York University, favorisiert nach Feldstudien den Col de la Traversette, weil er eine Geröllhalde ausgemacht hat, die mit einer Beschreibung bei Polybios und Livius übereinstimmen könnte. Auch der Historiker John Prevas tritt für den Col de la Traversette ein. Im Jahre 1955 trat Gavin de Beer, Naturgeschichtler und Zoologe in Oxford, mit der These des Col de la Traversette an die Öffentlichkeit. De Beer ging unter anderem davon aus, dass Hannibal nach der Durchquerung der Rhône vielmehr die Aygues statt die Isère erreichte und dann der Drôme folgte. Mahaney und Mitarbeiter berichteten 2016, dass sie am Col de la Traversette Sedimente gefunden hatten, die durch „die ständige Bewegung von Tausenden von Tieren und Menschen“ entstanden waren und auf die Zeit von Hannibals Invasion datiert werden konnten. Ihr Bericht bestärkt somit die These von Gavin de Beer, dass Hannibals Heer diesen Pass benutzt hatte.
Mark McMenamin vermutet eine Alpenüberquerung noch weiter nördlich, nahe dem Matterhorn, und beruft sich auf Abbildungen auf punischen Münzen.
Jakob Seibert, emeritierter Althistoriker der Universität München, hält auch eine Aufteilung des Heerzuges auf mehrere Pässe für möglich.
Pedro Barceló, Professor an der Universität Potsdam, zweifelt an, dass überhaupt ein Elefant überlebt hat, und glaubt auch nicht an ein Überraschungsmoment gegenüber den Römern.
Ein international besetztes Forscherteam um den kanadischen Geomorphologen Bill Mahaney von der York University in Toronto hat 2016 einen möglicherweise entscheidenden Hinweis auf die Route Hannibals vorgelegt. Im Boden eines Moortümpels nahe dem 3000 Meter hoch gelegenen Col de la Traversette fanden sie eine Schicht mit massenhaften Ablagerungen von Tierdung. Die Datierung weist auf das Jahr 200 v. Chr. hin und fällt damit in den Zeitraum der Alpenüberquerung.

### Historische Diskussion
Saint-Simon (1720–1799) hielt eine Route über den Col de Grimone für wahrscheinlich.

## Experimentelle Archäologie
Im Juli 1935 überquerte Richard Halliburton auf einem Elefanten namens Dally den Grossen Sankt Bernhard.
Mitglieder der Cambridge Alpine Elephant Expedition 1958–59, darunter John Hoyte, überquerten mit einem Elefanten namens Jumbo den Pass am Mont Cenis.
Am 16. September 1979 wurde der Col du Clapier von Jack Wheeler und einem Begleiter mit zwei Elefanten begangen.

## Darstellungen in der Kunst
Die Überquerung wird unter anderem dargestellt in einem Fresko von Jacopo Ripanda (um 1510), das im Konservatorenpalast (Rom, Kapitolinische Museen) zu sehen ist.
Francisco de Goya malte Aníbal vencedor contempla por primera vez Italia desde los Alpes im Jahre 1771.
Das Gemälde Bonaparte beim Überschreiten der Alpen am Großen Sankt Bernhard von Jacques-Louis David aus dem Jahre 1800 stellt Napoleon Bonaparte in eine Reihe mit Hannibal und Karl dem Großen.
Für den romantischen Maler Joseph Mallord William Turner (* 1775 in London; † 1851 ebenda) hatte Hannibals Alpenquerung nicht nur historische Relevanz bezüglich der eigenen Zeit, sondern war auch Projektionsfläche für eine seiner dramatischsten Landschaftsdarstellungen.
In seinem Bild  Snow Storm: Hannibal and his Army Crossing the Alps   aus dem Jahr 1812 ist der Mensch, hier also der Überlebenskampf der Karthagischen Soldaten, wie so häufig bei Turner lediglich der unterdimensionierte Bühnenboden für das grandiose Schauspiel der Naturgewalten.
Dennoch – sehr klein, linksmittig, als Silhouette vor dem gleißenden Hintergrund zu erkennen: einer von Hannibals Kriegselefanten mit erhobenem Rüssel.

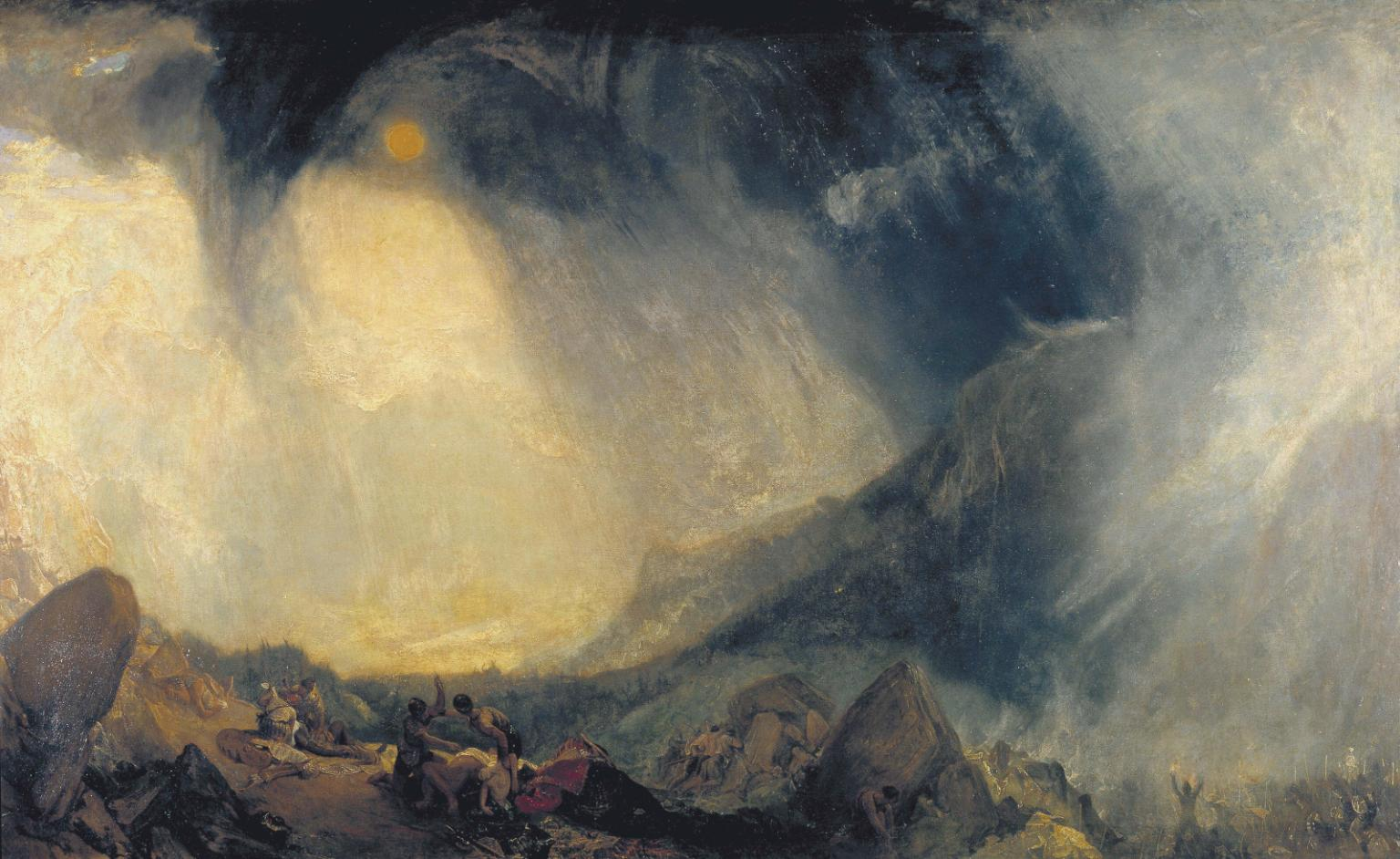
Schneesturm: Hannibal und seine Armee überqueren die Alpen, 1812, Tate Gallery

Turner erkannte Parallelen zwischen Hannibal und Napoleon und somit dem historischen Punischen Krieg zwischen Rom und Karthago und den zeitgenössischen Napoleonischen Kriegen zwischen Großbritannien und Frankreich. 
Das Gemälde ist Turners Antwort auf Jacques-Louis Davids oben erwähntes Werk „Napoleon überquert die Alpen“, das den späteren Kaiser im Mai 1800 mit seiner Armee am Großen Sankt Bernhard zeigt und das Turner 1802 bei einem Besuch in Paris gesehen hatte. 
Turner platzierte sein Gemälde im Aostatal, einer der oben erwähnten möglichen Routen, die Hannibal zur Überquerung der Alpen genutzt haben könnte, und das Turner 1802 ebenfalls besucht hatte.